# Yelena Perepiólkina
Yelena Ivánovna Perepiólkina –en ruso, Елена Ивановна Перепёлкина– (Pushnoye, 24 de enero de 1982) es una deportista rusa que compitió en lucha libre. Ganó dos medallas en el Campeonato Mundial de Lucha, en los años 2005 y 2006, y dos medallas en el Campeonato Europeo de Lucha, oro en 2006 y plata en 2005.

## Palmarés internacional
| Campeonato Mundial | Campeonato Mundial | Campeonato Mundial | Campeonato Mundial |
| Año                | Lugar              | Medalla            | Categoría          |
| ------------------ | ------------------ | ------------------ | ------------------ |
| 2005               | Budapest (Hungría) | Medalla de bronce  | 67 kg              |
| 2006               | Cantón (China)     | Medalla de bronce  | 72 kg              |
| Campeonato Europeo |                    |                    |                    |
| Año                | Lugar              | Medalla            | Categoría          |
| 2005               | Varna (Bulgaria)   | Medalla de plata   | 67 kg              |
| 2006               | Moscú (Rusia)      | Medalla de oro     | 67 kg              |